# Kde je český král?
"Kde je český král?" je název písně z roku 2006 z alba Torpédo české rockové skupiny Wanastowi Vjecy. Zpívá ji Robert Kodym.

## Obsah textu písně
Píseň má historicko-společenský obsah. Interpret poukazuje na různá sporná období českých dějin a volá po návratu Českého krále.

### Jednotlivé sloky
Text každé sloky písně začíná slovy "Dneska už víme, kdo byli husité – byli to vrazi", čímž poukazuje na násilnický charakter husitství. Dále zmiňuje národní obrození, první republiku, nacistický protektorát a problematickou osobu prezidenta Beneše, kolaboraci Čechů, odsouzení Milady Horákové. Ve druhé sloce poukazuje na zločiny, jichž se dopouštěli vojáci rudé armády, o stržení mariánského sloupu na Staroměstském náměstí atp.

### Refrén
Refrén písně pak vyzývá k "probuzení" národa koruny svatého Václava, o republice hovoří jako o zatuchlé administrativě a studené instituci, která nemůže lidu přirůst k srdci.
Píseň končí veršem:
Je ticho – co bude dál – je ticho a já se ptám:
Kde je český král? Kde je český král?
Kde je český král? Kde je český král?